# Olympische Winterspelen 1976
De XIIe Olympische Winterspelen werden in 1976 gehouden in Innsbruck, Oostenrijk. In eerste instantie was het evenement toegewezen aan Denver, Colorado in de Verenigde Staten. De lokale bevolking had echter grote problemen met de financiële en de milieu-impact van het sportfestijn. Het IOC besloot daarop om opnieuw, net als in 1964, de Spelen toe te wijzen aan Innsbruck.

## Hoogtepunten
- Als symbool voor het feit dat de Olympische Winterspelen voor de tweede keer in Innsbruck werden gehouden, werden er twee Olympische fakkels aangestoken. Christl Haas (alpineskiën) stak de fakkel van de spelen van 1964 aan en Josef Feistmantl (rodelen) stak de nieuwe fakkel aan.
- Terry Kubicka, (Verenigde Staten) was de eerste die het lukte om een achterwaartse salto te laten zien bij het kunstschaatsen.
- Bij het alpineskiën won Rosi Mittermaier (West-Duitsland) drie medailles, twee gouden en een zilveren.
- De Amerikaanse Sheila Young haalde drie medailles in het hardrijden op de schaats: van elke kleur een. Goud was er op de 500 m, zilver op de 1500 m en brons op de 1000 m. Young was echter niet alleen een begenadigd schaatsster. Hetzelfde jaar werd zij immers ook wereldkampioene wielrennen.

## Belgische prestaties
- Vier Belgen verdedigden de Belgische kleuren in Innsbruck: twee skiërs en twee schaatsers. Er werd geen medaille behaald.

## Nederlandse prestaties
- Tijdens de openingsceremonie werd het Nederlandse team (3 mannen en 4 vrouwen) voorafgegaan door Dianne de Leeuw (kunstschaatsen) die de vlag droeg.
- Goud was er voor Piet Kleine op de 10.000 meter en hij werd ook nog tweede op de 5000 meter.
- Hans van Helden wist brons te winnen op de 1500, 5000 en de 10.000 meter.
- Dianne de Leeuw, die geboren was in de Verenigde Staten en daar ook het grootste deel van de tijd woonde, wist zilver te winnen bij het kunstrijden.

### Nederlandse medailles
| Medaille   | Winnaar         | Onderdeel            |
| ---------- | --------------- | -------------------- |
| Goud (1)   | Piet Kleine     | schaatsen, 10.000 m. |
| Zilver (2) | Piet Kleine     | schaatsen, 5000 m.   |
| Zilver (2) | Dianne de Leeuw | kunstrijden          |
| Brons (3)  | Hans van Helden | schaatsen, 1500 m.   |
| Brons (3)  | Hans van Helden | schaatsen, 5000 m.   |
| Brons (3)  | Hans van Helden | schaatsen, 10.000 m. |

## Disciplines
Tijdens de Olympische Winterspelen van 1976 werd er gesport in zes takken van sport. In tien disciplines stonden 37 onderdelen op het programma.
| Olympische sport | Discipline         | Onderdelen                | Onderdelen            | Onderdelen                        | Onderdelen                        | Onderdelen                        |
| ---------------- | ------------------ | ------------------------- | --------------------- | --------------------------------- | --------------------------------- | --------------------------------- |
| Biatlon          | Biatlon            | 20 km (m)                 | 4x 7,5 km (m)         | 4x 7,5 km (m)                     | 4x 7,5 km (m)                     | 4x 7,5 km (m)                     |
| Bobsleeën        | Bobsleeën          | 2-mansbob (m)             | 4-mansbob (m)         | 4-mansbob (m)                     | 4-mansbob (m)                     | 4-mansbob (m)                     |
| Rodelen          | Rodelen            | 1-persoons (m)            | 1-persoons (v)        | dubbel (open)                     | dubbel (open)                     | dubbel (open)                     |
| Schaatssport     | Kunstrijden        | mannen                    | vrouwen               | paren                             | ijsdansen                         | ijsdansen                         |
| Schaatssport     | Schaatsen          | 500 m (m) 500 m (v)       | 1000 m (m) 1000 m (v) | 1500 m (m) 1500 m (v)             | 5000 m (m) 3000 m (v)             | 10.000 m (m)                      |
| Skisport         | Alpineskiën        | afdaling (m) afdaling (v) | slalom (m) slalom (v) | reuzenslalom (m) reuzenslalom (v) | reuzenslalom (m) reuzenslalom (v) | reuzenslalom (m) reuzenslalom (v) |
| Skisport         | Langlaufen         | 15 km (m) 5 km (v)        | 30 km (m) 10 km (v)   | 50 km (m)                         | 4x10 km (m) 4x5 km (v)            | 4x10 km (m) 4x5 km (v)            |
| Skisport         | Noordse combinatie | individueel (m)           | individueel (m)       | individueel (m)                   | individueel (m)                   | individueel (m)                   |
| Skisport         | Schansspringen     | normale schans (m)        | normale schans (m)    | grote schans (m)                  | grote schans (m)                  | grote schans (m)                  |
| IJshockey        | IJshockey          | mannen                    | mannen                | mannen                            | mannen                            | mannen                            |

### Mutaties
| Sport       | Nieuw      | Verdwenen (t.o.v. 1972) | Wijzigingen/Opmerkingen                                  |
| ----------- | ---------- | ----------------------- | -------------------------------------------------------- |
| Kunstrijden | ijsdansen  |                         | Nu 4 onderdelen                                          |
| Langlaufen  |            |                         | 3x5 km estafette (v) wordt 4x5 km estafette 7 onderdelen |
| Schaatsen   | 1000 m (m) |                         | Nu 9 onderdelen                                          |
|             | 2          | 0                       | 1                                                        |

## Medaillespiegel
Er werden 111 medailles uitgereikt. Het IOC stelt officieel geen medailleklassement op, maar geeft desondanks een medailletabel ter informatie. In het klassement wordt eerst gekeken naar het aantal gouden medailles, vervolgens de zilveren medailles en tot slot de bronzen medailles.
In de volgende tabel staat de top-10. Het gastland heeft een blauwe achtergrond en het grootste aantal medailles in elke categorie is vetgedrukt.
Zie de medaillespiegel van de Olympische Winterspelen 1976 voor de volledige weergave.
| Plaats | Land                     | NOC | Goud | Zilver | Brons | Totaal |
| ------ | ------------------------ | --- | ---- | ------ | ----- | ------ |
| 1      | Sovjet-Unie              | URS | 13   | 6      | 8     | 27     |
| 2      | DDR                      | GDR | 7    | 5      | 7     | 19     |
| 3      | Verenigde Staten         | USA | 3    | 3      | 4     | 10     |
| 4      | Noorwegen                | NOR | 3    | 3      | 1     | 7      |
| 5      | Bondsrepubliek Duitsland | FRG | 2    | 5      | 3     | 10     |
| 6      | Finland                  | FIN | 2    | 4      | 1     | 7      |
| 7      | Oostenrijk               | AUT | 2    | 2      | 2     | 6      |
| 8      | Zwitserland              | SUI | 1    | 3      | 1     | 5      |
| 9      | Nederland                | NED | 1    | 2      | 3     | 6      |
| 10     | Italië                   | ITA | 1    | 2      | 1     | 4      |

## Deelnemende landen
Zevenendertig landen namen deel aan de Spelen. Andorra en San Marino debuteerden. Chili, IJsland en Turkije maakten hun rentree. Ten opzichte van vier jaar geleden ontbraken de Filipijnen, Mongolië en Noord-Korea.
Taiwan deed voor het laatst onder deze naam en met de rood-blauwe vlag mee aan de Spelen. Onder druk van de internationale gemeenschap moest het voortaan deelnemen als Chinees Taipei en een speciale Olympische vlag voeren.